# Avinguda Amadeo Sabattini
L'Avinguda Amadeo Sabattini és una important artèria de la ciutat de Córdoba, Argentina. Connecta el centre de la ciutat amb la Ruta Nacional 9. És una important via d'accés i rep el trànsit que prové del sud-est i de les ciutats més populoses de l'Argentina. Amb 22 metres d'ample en l'origen i una longitud de 8.400 metres, és una de les més amples i transitades de la ciutat.
L'avinguda porta el nom en honor d'Amadeo Sabattini, metge i polític argentí, governador de la província de Córdoba entre 1936 i 1940. Corre en sentit est-sud-est i el seu origen (amb tres carrils per sentit) s'ubica just al davant de la terminal d'òmnibus de la ciutat de Córdoba i la punta final (amb dos carrils per sentit) al davant del carrer d'accés al complex Fiat Auto Argentina. A partir de la intersecció amb el carrer Lisandro de la Torre va en paral·lel amb les vies del ferrocarril Mitre. Es transforma en Bolevard Arturo Illia a l'origen i en la Ruta Nacional 9 (sur) en la punta final.
Pel seu recorregut travessa llocs importants en la ciutat, com l'Arco de Córdoba, la terminal, l'Avinguda Circumval·lació, el CPC Empalme, el Jardí Zoològic de Córdoba i la Plaça General Belgrano.